# أندري يشينكو
أندري يشينكو (الروسية: Ещенко, Андрей Олегович) (مواليد 9 فبراير 1984) هو لاعب كرة قدم. يلعب مع منتخب روسيا لكرة القدم. سبق له أن لعب في كأس العالم لكرة القدم مع منتخب بلاده.

## روابط خارجية
- أندري يشينكو على موقع الاتحاد الدولي (مؤرشف)  (الإنجليزية)
- أندري يشينكو على موقع الاتحاد الأوربي (الإنجليزية)
- أندري يشينكو على موقع اتحاد أوكرانيا (الإنجليزية)
- أندري يشينكو على موقع قاعدة بيانات كرة القدم.إي يو (الإنجليزية)
- أندري يشينكو على موقع ناشيونال فوتبول تيمز (الإنجليزية)
- أندري يشينكو على موقع Soccerway.com (الإنجليزية)
- أندري يشينكو على موقع عالم كرة القدم.نت (الإنجليزية)
- أندري يشينكو على موقع AS.com (الإسبانية)